# Bira Presidente
Ubirajara Félix do Nascimento, ou simplesmente Bira Presidente (Rio de Janeiro, 23 de março de 1937 – Rio de Janeiro, 14 de junho de 2025), foi um compositor, cantor e percussionista brasileiro, notabilizado por ser um dos fundadores do bloco carnavalesco Cacique de Ramos e do grupo de samba Fundo de Quintal.

## Vida pessoal
Filho de Domingos Félix do Nascimento e de Conceição de Souza Nascimento, era o mais velho de quatro irmãos (Ubiracy, Ubirany e Conceição).
O pai, criado no bairro do Estácio de Sá, foi boêmio e serralheiro. A mãe era mãe de santo da Umbanda, e iniciada no Candomblé pela ialorixá Mãe Menininha do Gantois.
O batismo de Bira no samba foi aos sete anos na Estação Primeira de Mangueira. Domingos levava os três filhos homens para rodas de samba e de choro em diversos lugares. Nesses espaços, Bira e os irmãos puderam conviver com sambistas e chorões amigos do pai, gente como Donga (músico), João da Baiana, Pixinguinha, Bide da flauta, Carlos Cachaça, Aniceto do Império, Honório Guarda e Gastão Viana. Esses dois últimos foram seus primeiros exemplos na execução do pandeiro, instrumento que abraçaria pela vida toda.
A família também promovia festas na residência da rua Carvalho Moutinho, no bairro de Ramos. Nesses momentos, depois da parte espiritual, conduzida por Dona Conceição, seguia-se a confraternização, com comida e samba. Aí estreitaram-se os laços entre os residentes no bairro, aproximando as famílias que estariam na fundação do bloco Cacique de Ramos.
Na juventude começou a frequentar bailes e gafieiras, tornando-se conhecido como um bom dançarino de salão. O gosto pela dança o acompanha por toda a vida.
Bira é pai de duas filhas e avô de dois netos. Sua escola de samba do coração é a Estação Primeira de Mangueira, e seu time de futebol é o Flamengo. Trabalhou, por décadas, como servidor público na administração pública federal, e também na do estado do Rio de Janeiro. Exonerou-se para se dedicar apenas à carreira artística com o Fundo de Quintal.
Bira faleceu no final da noite de 14 de junho de 2025 aos 88 anos em decorrência de complicações relacionadas ao câncer de próstata e Alzheimer. Ele estava internado no Hospital Unimed Ferj na Barra da Tijuca, zona oeste. O artista enfrentava um "quadro clínico delicado", de acordo com um comunicado emitido no início da semana. Em nota, o Ministério da Cultura do Brasil lamentou sua passagem, afirmando que "Bira transformou as rodas do subúrbio carioca em movimento cultural que ecoou pelo país, renovando instrumentos, sonoridades e inspirando gerações de artistas".

## Carreira artística

### Fundação do Cacique de Ramos
No final dos anos 1950, Bira, os irmãos e amigos criaram uma ala que saía brincando, nos dias de carnaval, pelas ruas de Ramos. Chamavam-se "Os Homens da Caverna". Da junção desse grupo carnavalesco, com o de Aymoré do Espírito Santo, e o bloco Cacique Boa Boca, da família dos irmãos Sereno, Chiquita e Walter Tesourinha, surgiu, em 20 de janeiro de 1961, o Grêmio Recreativo Cacique de Ramos. O bloco de embalo era inicialmente preto e branco, tendo como símbolo um índio apache dos Estados Unidos. Bira foi uma destacada liderança desde o princípio, tornando-se o primeiro presidente da agremiação, cargo que ocupa até os dias atuais. O Cacique adotou como fantasia uma roupa estilizada de índio norte-americano, impressa em napa. O visual da agremiação tornou-se, assim, um diferencial no carnaval carioca.
Sob a liderança de Bira, o Cacique começou a tornar-se famoso para além dos limites do bairro de origem. Em 1963, pela primeira vez a agremiação passou a desfilar no Centro do Rio de Janeiro. No ano seguinte, o bloco conseguiu notabilizar, no disco e na imprensa, a composição "Água na boca" de Agildo Mendes, surgida de sua ala de compositores. O desfile na Avenida Rio Branco passou a rivalizar em número de componentes, e em impacto, com o do Bafo da Onça, considerado o maioral dos blocos cariocas. A partir daí, seria cultivada uma rivalidade entre as agremiações. Na lembrança de alguns antigos componentes, ela teria descambado diversas vezes para o enfrentamento físico. A rixa gerou também um repertório de sambas de provocação entre os blocos, e moldou a identidade dos componentes do Cacique e do Bafo. A tensão entre os dois só começaria a diminuir em finais dos anos 70. Bira tomou a iniciativa de ir à quadra do Bafo da Onça e conversar com Tião Maria, presidente daquela agremiação, no intuito de unirem forças em prol do carnaval de rua do Rio de Janeiro.
Antes de ser conhecido como músico, Bira tornou-se famoso como dirigente no mundo do samba. Na imprensa, ficou conhecido graças ao trabalho de divulgação do Cacique de Ramos que fazia em programas de rádio, de televisão, e nos jornais.

### Pagode do Cacique de Ramos
Na metade da década de 1970, o Cacique passou a ocupar um terreno na rua Uranos, em Olaria. Nesse espaço, às quartas-feiras, surgiram encontros entre integrantes do bloco e amigos, regados a comida, samba e futebol. O pagode cresceu e passou a ser um ponto de encontro de sambistas, que apresentavam sambas inéditos. Nessa primeira fase, podem-se destacar como compositores e ritmistas que seguravam a roda: Jorge Aragão, Milton Manhães, Dida, Neoci, Tio Hélio Careca, Dedé da Portela, além da tríade Bira, Ubirany e Sereno. Esses dois últimos seriam responsáveis por disseminar o repique de mão e o tantã, respectivamente. Almir Guineto - que chegou à roda algum tempo depois - introduziu o banjo a partir dos pagodes do Cacique.
Em 1978, Beth Carvalho foi levada por Alcir Portela para conhecer os pagodes da rua Uranos. A cantora encantou-se com a sonoridade do grupo e as composições apresentadas. Beth levou os ritmistas que tocavam na roda de samba - assim como componentes da agremiação - para gravarem seus instrumentos e fazerem coro no LP De Pé No Chão, lançado naquele ano com produção de Rildo Hora. Bira toca pandeiro em todas as faixas do disco.
O disco popularizou os pagodes do Cacique e deu início a um movimento que se estenderia pela década de 1980 em diante. Gradativamente, sambistas, compositores e cantores como Sombrinha, Arlindo Cruz, Luiz Carlos da Vila, Zeca Pagodinho, Jovelina Pérola Negra, Beto Sem Braço, Elaine Machado, Claudio Camunguelo, Denir de Lima, Bandeira Brasil, passariam a frequentar a quadra da agremiação e a projetar-se no mundo do samba a partir daí. Os pagodes também contavam com a presença de sambistas de gerações anteriores, como Dona Ivone Lara, Nelson Cavaquinho e Geraldo Babão.

### Fundo de Quintal
No ano de 1979, o grupo amador que tocava no Cacique - dentre eles Bira - foi convidado a participar do show "Samba é no fundo de quintal" no Teatro Opinião. A partir daí, o conjunto adotaria o nome de Fundo de Quintal. A formação inicial contava com Bira (pandeiro), Ubirany (repique de mão), Sereno (tantã), Almir Guineto (banjo), Jorge Aragão (violão), Sombrinha (violão) e Neoci (tantã). A estreia em disco foi na gravadora RGE com o LP" Samba é no fundo de quintal" (1980), em cuja contracapa veem-se os integrantes vestidos com as cores do Cacique, e posando na quadra da agremiação.
A partir daí, o Fundo de Quintal iniciou uma trajetória vitoriosa de shows e gravações. O grupo emplacou diversas músicas nas paradas de sucesso, e consolidou um estilo próprio de tocar e compor, servindo de modelo para inúmeros grupos que surgiriam. Esse fenômeno é reconhecido por estudiosos como uma verdadeira revolução no meio do samba. Bira Presidente permanece no grupo desde a sua fundação. Ele também moldou um jeito próprio de tocar seu instrumento, sendo inspiração de gerações de percussionistas

### Atuações diversas e homenagens recebidas
No início de sua atuação como músico, tocou com diversos artistas em apresentações. Com o grupo Fundo de Quintal fez shows acompanhando Beth Carvalho, Dona Ivone Lara, Nelson Sargento e Clementina de Jesus. Na primeira metade da década de 1980, fez parte da banda do saxofonista Paulo Moura, e também da cantora Nara Leão. Nas décadas seguintes, trabalhou em estúdio nos discos de cantores como Beth Carvalho, Gonzaguinha, Mestre Marçal, Maria Bethânia, Jorge Aragão, Zeca Pagodinho, Ivan Lins, Dudu Nobre.
Durante os anos 80, fez parte do grupo que integrou marcantes comissões de frente na Imperatriz Leopoldinense. Até aquela época, de um modo geral, as comissões não realizavam coreografias nem encenações ligadas ao enredo, sendo compostas por membros da diretoria ou da velha guarda. O jogador de futebol Alcir Capita foi responsável por escolher e ensaiar o grupo, formado apenas por negros jovens, altos e esguios, todos já integrados de algumas maneira ao samba. Além dele e de Bira, a comissão contava com Ubirany (do Fundo de Quintal) e os jogadores Jairzinho, Nilson, Renê, dentre outros. O diferencial deles estava em manter a tradição do garbo, serenidade e elegância das comissões de frente de outrora, com um balanço de cintura, conjugado ao movimento dos braços. Também realizavam alguns movimentos e passos que se encaixavam no enredo. Foi o início das comissões de frente coreografadas. O grupo garantiu diversas notas máximas e dois Estandarte de Ouro.
Em 1984, desfilou na comissão de frente da Unidos do Cabuçu, no enredo "Beth Carvalho, a enamorada do samba".
No ano do centenário da abolição (1988), participou, junto com os integrantes do Fundo de Quintal, da vinheta de final de ano da TV Globo intitulada Axé, com direção de Milton Gonçalves. Todos os integrantes do vídeo foram negros e negras de destaque na área cultural brasileira.
Desfilou como destaque, em carro alegórico, junto de sambistas de diversas gerações no enredo O século do samba da Estação Primeira de Mangueira (1999).
Foi enredo do Bloco Carnavalesco Tupiniquim da Penha Circular com o tema Bira Presidente, um astro de primeira grandeza (2002).
Interpretou o sambista Aniceto do Império na série de inter programas Heróis de todo o mundo, dentro do projeto A cor da cultura (2014).
Em 2015, por iniciativa do vereador Jimmy Pereira, recebeu a Medalha Pedro Ernesto, honraria máxima concedida pela Câmara Municipal do Rio de Janeiro.
Foi destaque no carro dos malandros no enredo A ópera dos malandros do Acadêmicos do Salgueiro (2016).
No carnaval de 2016, foi o tema do bloco de enredo Unidos da Laureano, homenageado com o enredo Bira Presidente: o Cacique Maior da Tribo do Samba.
No ano de 2016, fez uma participação especial, interpretando a si próprio, na web série No gogó, produzida pela Antárctica.
Ainda em 2016, ano da realização dos Jogos Olímpicos, fez parte do revezamento da chama olímpica, carregando a tocha pelas ruas do bairro de Oswaldo Cruz, no Rio de Janeiro.
Sua trajetória de vida foi objeto do romance O Patuá Tamarindo, de Paulo Guimarães, lançado em 2019.
Em 2019, foi homenageado pelo músico Tiago Testa com o samba Cacique Professor, cujo clipe foi gravado na quadra do Cacique de Ramos com sua participação.